# Francesco Imperiali
Francesco Imperiali (Roma, 10 novembre 1983) è un ex giocatore di baseball italiano.
È fratello maggiore di Renato Imperiali, anch'esso giocatore di baseball.

## Carriera

### Club
Dopo il debutto nella massima serie a 17 anni con l'Anzio, approda negli Stati Uniti dove gioca per due anni con gli Arizona League Mariners. Torna quindi a vestire la divisa dell'Anzio, ma al termine della stagione 2004 la squadra fu retrocessa e così Imperiali passò in prestito al Nettuno, per poi rientrare alla base un anno più tardi con il ritorno degli anziati in Serie A1.
Complice una nuova retrocessione dell'Anzio, nel 2007 si trasferisce al San Marino: un anno più tardi i titani vincono il loro primo storico scudetto anche grazie a Imperiali, che nella decisiva gara 7 contro Nettuno mette a segno un fuoricampo da 3 punti al 3º inning. Il secondo titolo nazionale arriva al termine dell'annata 2011, mentre le finali 2012 sono decise nuovamente da un fuoricampo da tre punti di Imperiali, questa volta al 2º inning.
Si è ritirato al termine della stagione 2019, in cui San Marino è giunta fino alle finali scudetto perse contro Bologna.

### Nazionale
Ha esordito in azzurro nell'ottobre 2001, quando la Nazionale del manager Jim Davenport ha partecipato al torneo amichevole di Osaka, in preparazione ai mondiali di quell'anno svolti a Taiwan.
Al termine della stagione 2012, ha al suo attivo 42 presenze nella nazionale italiana.